# Foreste pluviali della Nuova Caledonia
Le foreste pluviali della Nuova Caledonia sono una ecoregione terrestre della ecozona australasiana appartenente al bioma delle Foreste pluviali di latifoglie tropicali e subtropicali (codice ecoregione: AA0113) che si sviluppa per circa 14.500 km2 nella Nuova Caledonia nel Pacifico meridionale.
Lo stato di conservazione è considerato in pericolo critico.
La regione è inclusa nella lista Global 200 con il nome di foreste umide della Nuova Caledonia (New Caledonia Moist Forests).
La regione ricade totalmente nell'hotspot di biodiversità detto New Caledonia Biodiversity Hotspot.

## Territorio

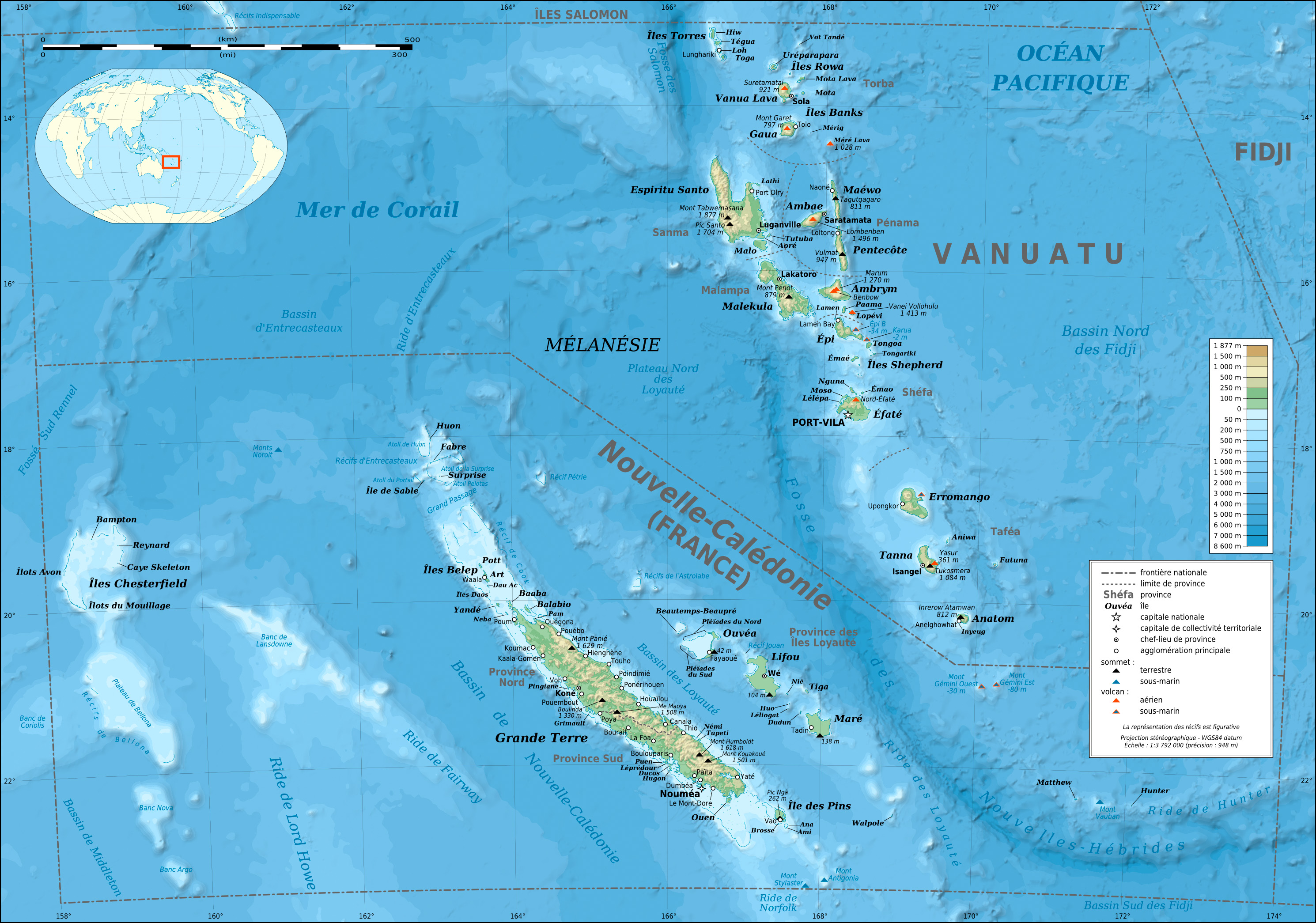
Mappa batimetrica e topografica della Nuova Caledonia

La Nuova Caledonia è un arcipelago che fa parte dei territori francesi d'oltremare, situato nel Pacifico sud-occidentale, appena sopra il Tropico del Capricorno, a circa 1.500 km a est dell'Australia e 2.000 km a nord della Nuova Zelanda.
L'ecoregione delle foreste pluviali della Nuova Caledonia si estende su quasi tutte le isole dell'arcipelago. In particolare: isole Belep (isola Art e isola Pott), isola Baaba, isola Yandé, isola Neba, isola Balabio a nord; isola Grande Terre al centro; isola dei Pini e contigua isola Kotomo a sud; Isole della Lealtà a est.
Grande Terre è l'isola di gran lunga più estesa dell'arcipelago che con i suoi oltre 16.000 km2 di superficie ne costituisce circa il 90% del territorio. Grande Terre è l'unica isola montuosa della Nuova Caledonia, con una catena che corre al centro dell'isola e cinque cime che superano i 1.500 m. Le cime maggiori sono il Monte Panié (1.628 m.) a nord che è la montagna più alta dell'isola e il Monte Humboldt a sud (1.618 m). Molte catene montuose e valli più piccole contrastano l'orientamento nord-sud dell'isola.
Le foreste pluviali sull'isola di Grande Terre si trovano sul versante nord-orientale dell'isola, mentre nella altre isole dell'arcipelago, molto più pianeggianti, ricoprono l'intero territorio. Questo è dovuto al clima e alla orografia del territorio che fa si che le zone nord-orientali di Grande Terre ricevano molte più precipitazioni di quelle sud-occidentali. In generale le precipitazioni in Nuova Caledonia sono altamente stagionali. Gli alisei portano le piogge, che solitamente provengono da est. La piovosità media annua è di circa 1.500 mm per le Isole della Lealtà, 2.000 mm per la bassa quote della zona orientale di Grand Terre e 2.000-4.000 mm ad altitudini elevate. Il versante occidentale dell'isola riceve circa 1.200 mm di pioggia all'anno, che in alcuni anni possono scendere fino a 250 mm. Per questa ragione l'ecoregione copre solo il versante orientale dell'isola, mentre le foreste che si trovano nella zona occidentale fanno parte dell'ecoregione delle Foreste secche della Nuova Caledonia (AA0202).
La storia geologica della regione è piuttosto interessante ed è alla base della composizione del suo ambiente naturale. La storia inizia circa 250 milioni di anni fa quando i supercontinente Gondwana, formato da diverse importanti placche tettoniche continentali, iniziò a frammentarsi, provocando l'allontanamento della varie placche fra loro. Frammenti allungati si staccarono dalla parte orientale della placca antartica e della placca australiana, formando dorsali continentali separate da bacini oceanici in formazione. La dorsale orientale, nota come Dorsale Norfolk che comprendeva i futuri paesi della Nuova Caledonia e della [Nuova Zelanda], si spostò verso est e, alla fine del Cretaceo, circa 65 milioni di anni fa, si trovava già a oltre 1.000 km dal margine australiano. Circa 50 milioni di anni fa, la placca indo-australiana che portava la dorsale di Norfolk iniziò una subduzione sotto la placca pacifica. Poco meno di 40 milioni di anni fa, il processo di subduzione si bloccò. La placca discendente si ruppe a una profondità di 60 chilometri. La parte superiore della placca, liberata dalle tensioni che la facevano sprofondare, iniziò a risalire in superficie (obduzione).  La Nuova Caledonia emerse circa 34 milioni di anni fa, con una forma più o meno identica a quella odierna, ma posizionata un po' più a ovest. Le rocce del mantello superiore sollevate durante il processo di obduzione si trovano in superficie. Solitamente situate a grande profondità, formano la famosa falda peridotitica della Nuova Caledonia. Il nuovo ambiente terrestre emerso è stato poi gradualmente colonizzato da piante e animali e ha continuato a evolversi nel corso dei millenni fino a formare l'ambiente naturale attuale. La diversità del substrato geologico, l'isolamento geografico e i fattori climatici hanno contribuito allo sviluppo di ecosistemi specifici.
L'isola di Grande Terre ha un substrato di suolo estremamente diversificato, con una notevole presenza di terreni ultramafici che formano circa un terzo dell'isola.

## Flora

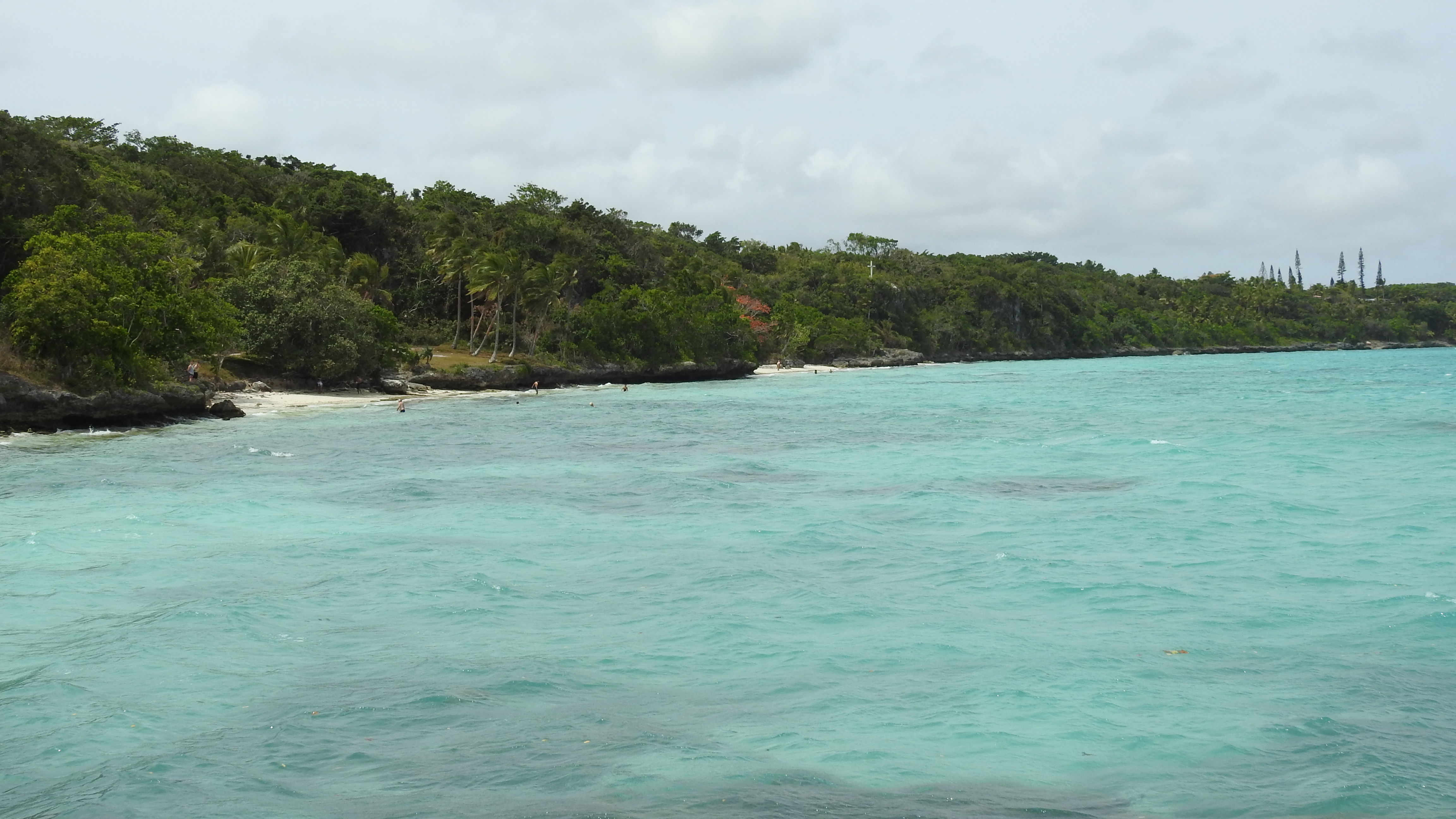
Foresta tropicale di pianura ad Easo, Isola Lifou, 2017

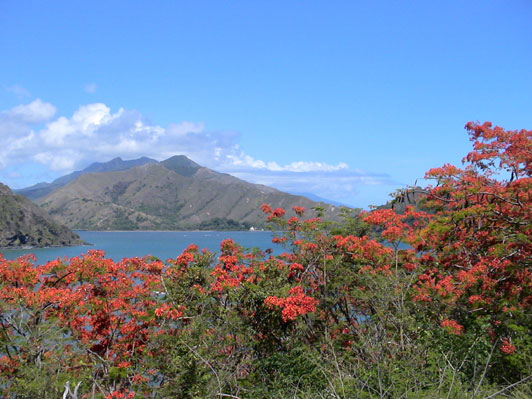
Mont Panié, Grande Terre, 2005

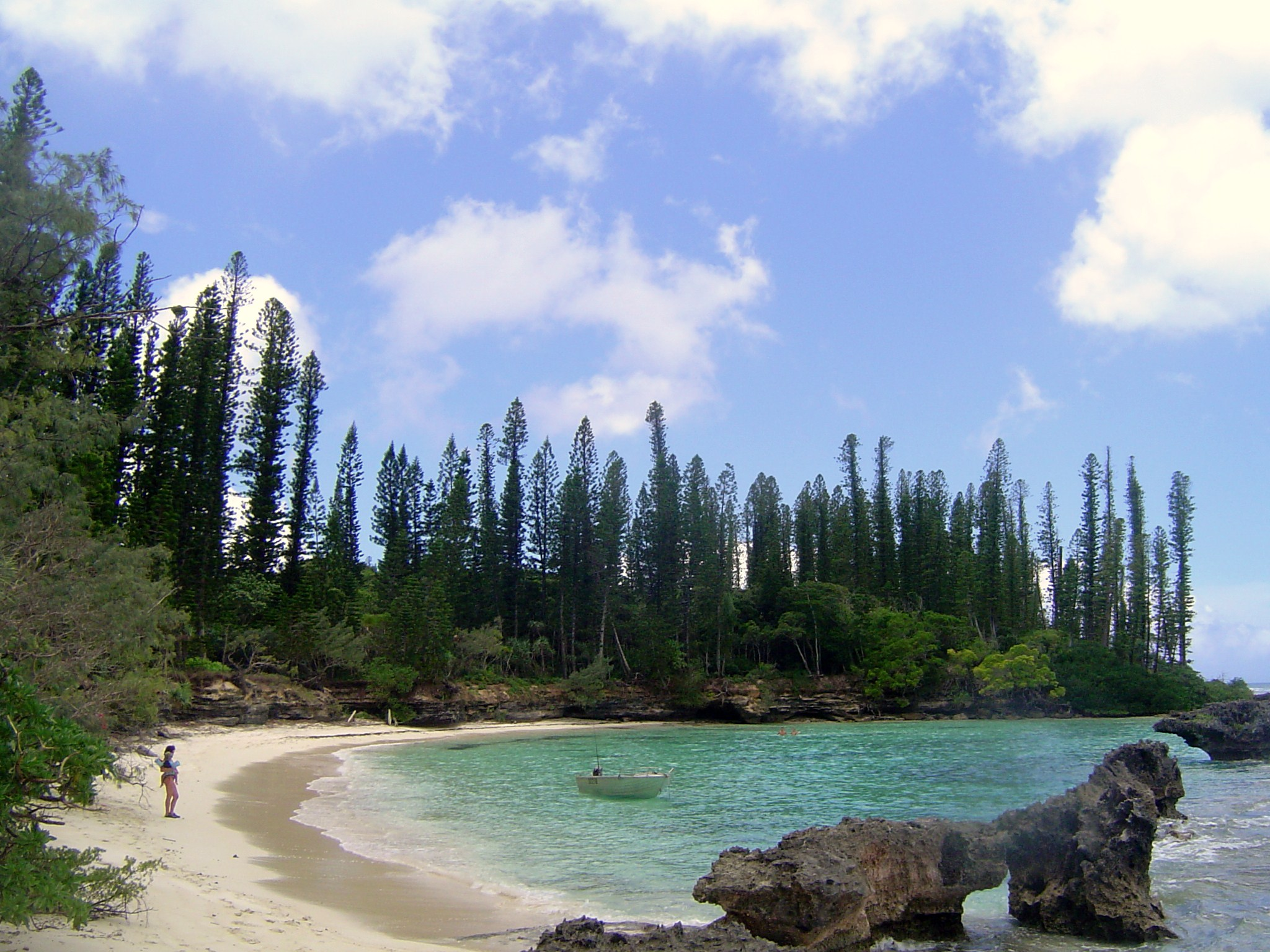
Araucaria columnaris, Isola dei Pini, 2011

Le foresta tropicali umide tropicale di questa ecoregione sono suddivise in:
- foreste pluviali di pianura delle Isole della Lealtà e di Grand Terre;
- foreste montane di Grand Terre ;
- foreste di macchia umida di Grand Terre.

Le foreste pluviali tropicali di pianura presentano una composizione mista, con le gimnosperme prevalenti Agathis lanceolata, Agathis ovata, Araucaria columnaris, Araucaria bernieri, Dacrydium araucarioides, Dacrycarpus vieillardii e Falcatifolium taxoides. Le principali angiosperme includono Montrouziera cauliflora, Calophyllum caledonicum, specie di Dysoxylum, Neoguillauminia cleopatra, Hernandia cordigera e specie dei generi Kermadecia, Macadamia e Sleumerodendron. In alcuni luoghi si trovano boschi monospecie dominanti di Araucaria, Callistemon e Nothofagus.
Le specie montane della foresta pluviale includono Araucaria, Agathis, Podocarpus, Dacrydium, Libocedrus, Acmopyle, Metrosideros, Weinmannia, Quintinia e Nothofagus.
Le foreste di macchia mediterranea di Grande Terre, uniche nel loro genere, sono dominate da specie di Araucaria. La loro struttura a cespuglio ricorda quella delle foreste a clima mediterraneo. Queste foreste ricoprono naturalmente gran parte dei substrati ultramafici che contengono alte concentrazioni di nichel, ferro, magnesio, olivina e cromo e costituiscono una risposta della natura al contenuto del suolo piuttosto che al clima.
La Nuova Caledonia ha cinque famiglie di piante endemiche (Amborellaceae, Oncothecaceae, Paracryphiaceae, Phellinaceae e Strasburgeriaceae) su un totale di 196 famiglie presenti sulle isole. Quasi il 14% dei generi vegetali e il 79,5% delle specie sono endemici. La percentuale di specie endemiche è maggiore di quella di tutti gli altri gruppi insulari del Pacifico, ad eccezione delle Hawaii (89%) e della Nuova Zelanda (81,9%), ed è paragonabile ai livelli continentali di endemismo. Tuttavia, le Hawaii contengono solo 956 specie, rispetto alle 2.973 della Nuova Caledonia. La Nuova Zelanda condivide la storia del Gondwana con la Nuova Caledonia, ma anche la Nuova Zelanda ha meno specie totali e meno endemismi totali, sebbene la sola Isola del Nord sia sette volte più grande della Nuova Caledonia. I numeri più bassi registrati in Nuova Zelanda sono probabilmente dovuti a un substrato meno diversificato e alla sua posizione al di fuori dei tropici.
Una delle caratteristiche della biodiversità della Nuova Caledonia, che la rende unica in tal senso, è il gran numero di antichi lignaggi presenti. L'antichità delle piante, in particolare, è esemplificata da Amborella trichopoda, l'unica specie della famiglia delle Amborellaceae, considerata una delle più prossime parenti viventi delle prime angiosperme (piante con fiori), e dall'elevato numero di specie legnose prive di vasi, una caratteristica tipica delle famiglie primitive. La Nuova Caledonia vanta una notevole diversità di gimnosperme (piante primitive senza fiori che includono le conifere), con quarantaquattro specie (quarantatré delle quali endemiche) su quindici generi (di cui almeno tre endemici).
L'isola di Grande Terre è stato identificato come centro di diversità vegetale (CDP) della regione.

## Fauna
La fauna terrestre dell'ecoregione è spesso rappresentata da specie uniche e da antichi lignaggi, ma molti tipi di specie mancano. Non ci sono anfibi autoctoni, tre serpenti (nessuno dei quali si trova a Grand Terre) e solo nove specie di mammiferi, tutti pipistrelli (sei dei quali sono endemici o quasi endemici. Tutte le sessantotto lucertole della Nuova Caledonia (sessanta delle quali sono endemiche) appartengono a sole tre famiglie: gechi (Gekkonidae e Diplodactylidae) e scinchi (Scincidae). Entrambe le famiglie di rettili comprendono sia specie arrivate di recente che antichi gruppi del Gondwana.

### Mammalia

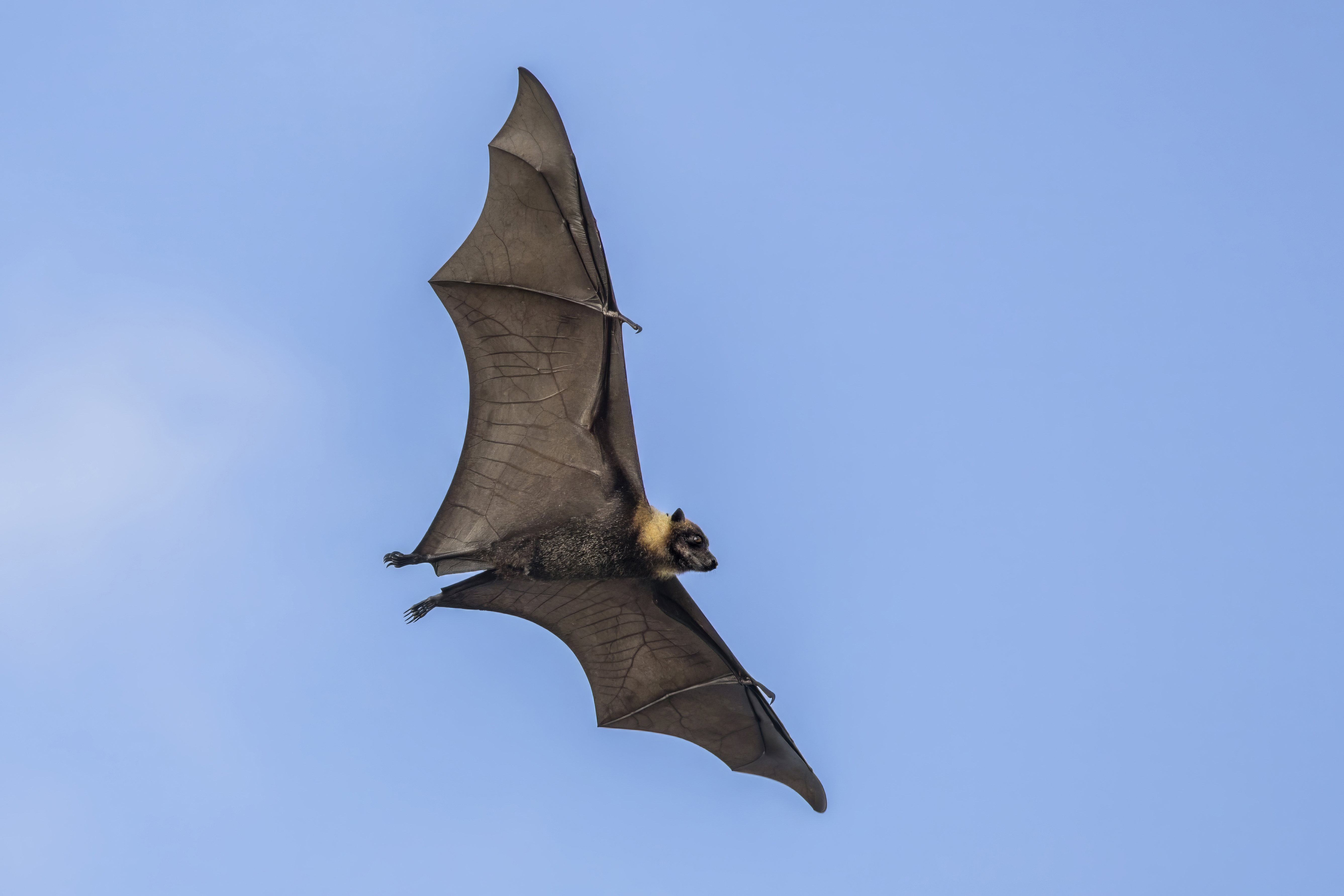
Pteropus tonganus, 2024

Le specie di mammiferi endemici o quasi endemici della regione includono:
- pipistrello dei fiori delle Figi (Notopteris macdonaldi);
- volpe volante ornata (Pteropus ornatus);
- volpe volante della Nuova Caledonia (Pteropus vetulus);
- volpe volante del Pacifico (Pteropus tonganus);
- pipistrello caruncolato della Nuova Caledonia  (Chalinolobus neocaledonicus);
- miniopterus delle Isole della Lealtà (Miniopterus robustior);
- miniopterus dell'Australia (Miniopterus australis);
- miniopterus macrocneme (Miniopterus macrocneme);
- pipistrello nebuloso (Nyctophilus nebulosus).

### Aves

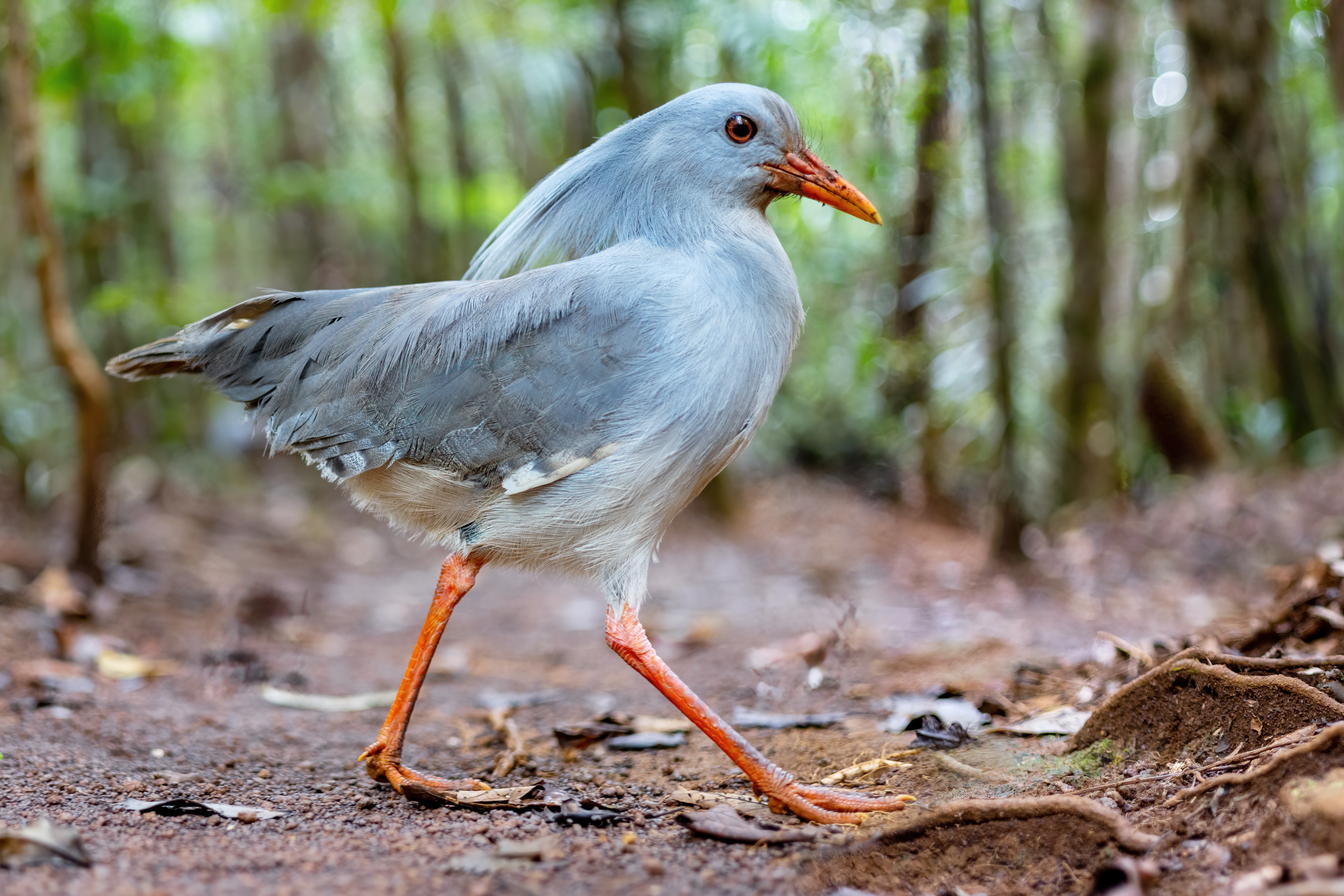
Rhynochetos jubatus (Kagu), riserva naturale Haute Pourina, 2022

La regione coincide con l'Endemic Bird Area (EBA) di New Caledonia (201).
Nella regione ci sono ventidue specie di uccelli endemici che la rende una delle principali EBA del Pacifico per numero di specie di uccelli endemiche ad areale ristretto. La maggior parte delle specie ad areale ristretto si trova nelle foreste di pianura e a quote medie, ma mancano informazioni più precise sulle preferenze altitudinali e di habitat.
Alcune fra le specie endemiche della regione sono:
- Gallirallus lafresnayanus o rallo della Nuova Caledonia - endemico;
- Rhynochetos jubatus o kagu - endemico;
- Drepanoptila holosericea o tortora piumosa - endemico;
- Charmosyna diadema o lorichetto della Nuova Caledonia - endemico;
- Zosterops inornatus o occhialino grosso di Lifu  - endemico;
- Zosterops minutus o occhialino piccolo di Lifu - endemico;
- Gymnomyza aubryana o succiamiele corvino - endemico.

Il kagu è l'unico membro sopravvissuto del genere Rhynochetos e della famiglia Rhynochetidae, in quanto l'unica altra specie conosciuta, il kagu delle pianure (Rhynochetos orarius) è estinta.  Il kagu è l'uccello nazionale della Nuova Caledonia ed è classificato dall'IUCN come in pericolo di estinzione.
Il rallo della Nuova Caledonia è stato classificato dall'IUCN come in pericolo critico.

## Conservazione

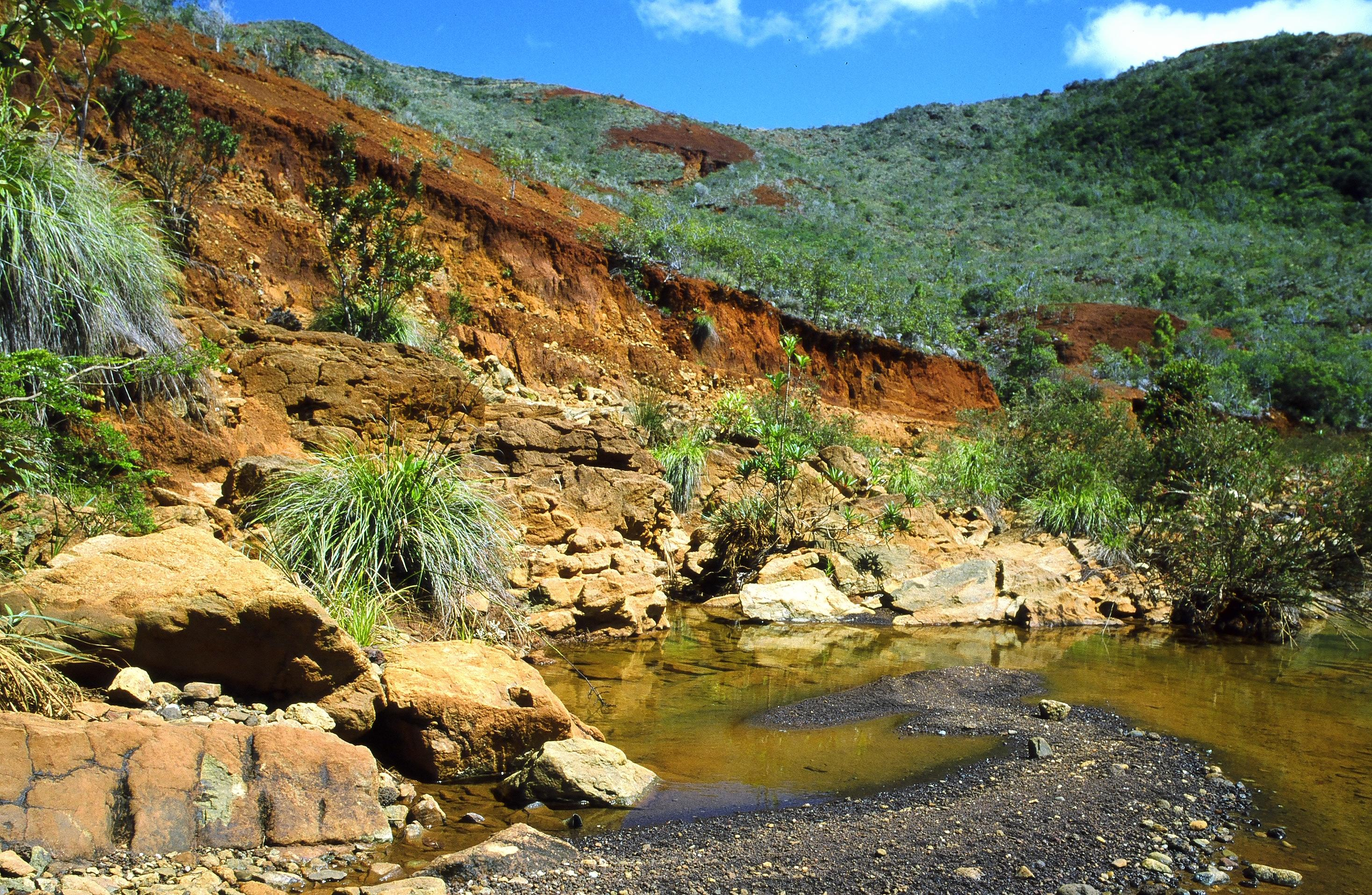
Un ruscello nella Nuova Caledonia meridionale. I colori rossi rivelano la ricchezza del terreno in ossidi di ferro e nichel. 2003

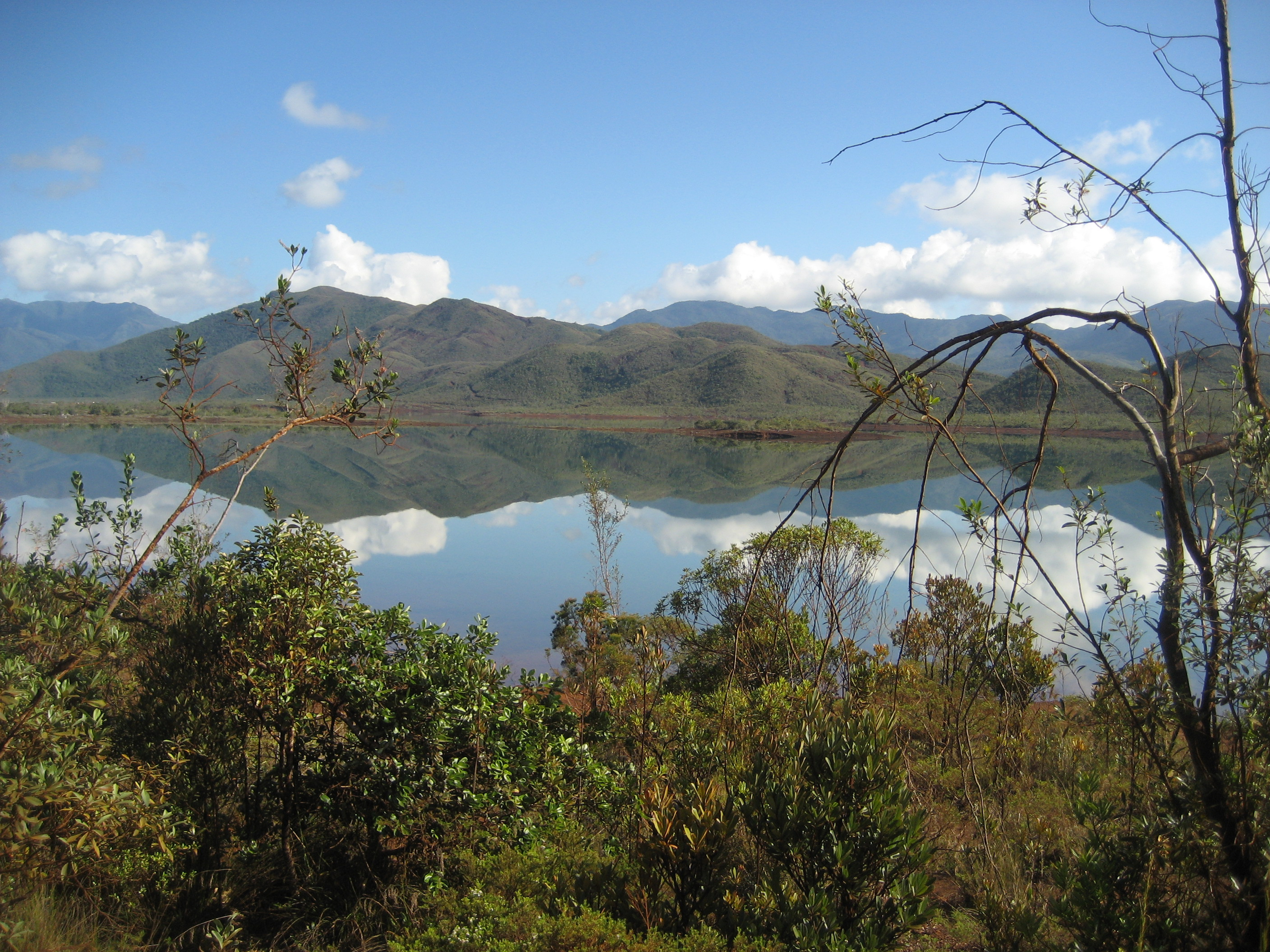
Parco della Rivière bleue, 2016

Le foreste pluviali della Nuova Caledonia hanno subito ingenti perdite di habitat naturale. Le foreste occupavano circa il 70% della superficie terrestre e ora ne occupano solo il 21,5%. Il disboscamento e l'attività mineraria stanno diminuendo con la localizzazione delle operazioni di disboscamento e l'attività mineraria è stata ridimensionata rispetto al boom degli anni '60 e '70. Altre minaccie provengono dalla caccia alla fauna selvatica e dalla introduzione di specie aliene. Maiali, capre, gatti, cani e ratti rappresentano un problema per le specie autoctone, come in molte isole del mondo.
Lo stato di conservazione della regione è pertanto considerato in pericolo critico.
Secondo uno studio derl 2017, circa il 56% dell'ecoregione è coperto da aree protette.
Le principali aree protette della regione includono:
- Parco della Rivière bleue, Yaté, Provincia Sud;[11]
- Parco della Côte Oubliée, Thio, Provincia Sud;[12]
- Parco della Haute Dumbéa, Dumbéa, Provincia Sud;[13]
- Parco delle Grandes Fougères, Farino, Provincia Sud;[14]
- Parco della Zone Côtière Ouest, Bourail, Provincia Sud;[15]
- Riserva di Mont Panié, Hienghène, Provincia Nord;[16]

La regione dei Grandi Laghi del Sud (in francese Lacs du Grand Sud), situata nella zona meridionale di Grande Terre, già individuata come la zona umida più grande e più originale in termini di ricchezza ecologica della Nuova Caledonia, è stata definita nel 2014 sito di importanza internazionale ai sensi della Convenzione di Ramsar. Il sito interessa un'area di circa 440 km2, che comprende il lago di Yaté e le zone circostanti compreso il Parco della Rivière bleue, la riserva naturale dell'Haute Pourina, e ad est la valle del fiume Yaté fino alla foce, la zona di Plaine des Lacs e le reserve naturale di Pic du Pin, Chutes de la Madeleine, comprese le foreste umide che si affacciano sulla costa. I limiti meridionali del sito confinano con il l'area di pertinenza della miniera di nichel di Goro.